# Брюс, Андреас
Фердинанд «Андреас» Эдвард Брюс (швед. Ferdinand Andreas Edvard Bruce), имя при рождении Кристина «Тереза» Изабель Жанетт Луиза Брюс (швед. Christina Therese Isabelle Jeanette Louise Bruce; 28 декабря 1808, Стокгольм, Швеция — 27 января 1885, Висбю, Готланд, Швеция) — шведский мемуарист. Его рассказ стал первыми мемуарами, написанным трансгендерным человеком в Швеции, и считается уникальным во многих аспектах.

## Ранний период жизни
Его родители, Адам Брюс и Фредрика Шарлотта Вейнблад, были дворянами. Во время своего воспитания он считал себя мужчиной и боролся со своим братом с одобрения отца. Однако когда он достиг совершеннолетия, семья потребовала, чтобы он вел себя как женщина. В шестнадцатилетнем возрасте он попытался сбежать из дома, переодевшись мужчиной. После этого отец отвел его на обследование к врачу Андерсу Йохану Хагстрёмеру, профессору анатомии и хирургии из Стокгольма. Он пошёл на обследование с разрешения отца одевшись как мужчина и сказал врачу: «Если я не могу жить в брюках, значит, я не могу жить вообще».

## Гендерный переход
В июле 1825 года врач выдал справку, в которой говорилось, что Брюс был «гермафродитом» (интерсекс-человеком), чьи мужские гениталии были более развиты, чем женские. После чего, отец Брюса отправился с ним в трактир, отпраздновать эту новость, назвав Брюса своим новым сыном, дал ему имя Фердинанд Андреас Эдвард Брюс и попросил его не опозорить фамилию. Он позволил ему носить мужскую одежду и жить публично как мужчина. Брюс также стал посещать церковь как мужчина, в результате чего одна женщина в церкви упала в обморок. Брюс также посетил Стокгольм как мужчина, пил алкоголь и курил в общественных местах, что тогда было приемлемо только для мужчин.
Однако его смена пола была воспринята обществом как скандал, о чём писали в газетах. Это заставило его семью отречься от него за то, что он опозорил фамилию. Брюс помирился с ними только после того, как пообещал под диктовку священника вести уединенную личную жизнь за пределами Стокгольма. В 1829 году он переехал на остров Готланд и устроился работать клерком в компанию судовладельца Якоба Дуббе в Фоллингбо на Готланде. Даббе был известен своей строгостью, поэтому на него мало кто работал, но Брюс воспринял это как вызов, чтобы доказать свою мужественность. Брюс также принимал участие в учениях в местной милиции и, рассматривая это как способ доказать свою мужественность, приложил такие усилия, что удостоился похвалы от своих командиров.
Обычно Брюс имел половые контакты только с женщинами. Однако в июле 1838 года Брюс родил дочь, которую назвал Каролиной. Отцом ребёнка был инспектор Ларс Нистрем. Брюс не говорил, был ли половой акт изнасилованием или нет, но упомянул, что половой акт у них произошёл после того, как они вместе напились в пабе. Когда обнаружилась беременность, Нистрем бросил Брюса, который задумывался о самоубийстве. Брюс уволился с работы после рождения дочери Каролины, а затем поселился в Одже со своей дочерью, своей партнёршей Марией Линдблад и её дочерью. Ему было отказано в браке с Линдбладом, а после того, как выяснилось, что он является биологической матерью своей дочери, ему также отказали в посещении церкви и, таким образом, исключили из церкви на десять лет.

## Наследие
Между 1859 и 1881 годами Брюс написал автобиографию частично в письмах к своей дочери Каролине. Она считается уникальной, как биография трансгендерного человека из Швеции XIX века. Брюс также известен в рамках научно-исторических исследований.
Брюс стал прототипом для персонажа Тинтомара в романе Карла Юнаса Луве Альмквиста Drottningens juvelsmycke.